# یواس‌اس تریگر (اس‌اس-۵۶۴)
یواس‌اس تریگر (اس‌اس-۵۶۴) (به انگلیسی: USS Trigger (SS-564)) یک زیردریایی است که طول آن ۲۶۹ فوت (۸۲ متر) می‌باشد. این زیردریایی در سال ۱۹۵۱ ساخته شد.